# Syndicat mixte Baie de Somme - Grand Littoral Picard
Le syndicat mixte Baie de Somme - Grand Littoral Picard, anciennement SMACOPI, est une structure intercommunale qui comprend dix-huit communes du littoral picard, exclusivement dans le département de la Somme. Son siège social est situé à Abbeville, au 1 rue de l'Hôtel-Dieu. Il est présidé jusqu'en 2015 par Jean-Claude Buisine, puis par Emmanuel Maquet et par Stéphane Haussoulier. Le 11 février 2025, Sabrina Holleville-Milhat, conseillère départementale d'Abbeville-2, est élue présidente du syndicat,,.

## Missions
Il assure quatre missions :
- l'aménagement de la baie de Somme et du littoral picard ;
- la préservation et la valorisation des milieux naturels ;
- la collecte de la taxe de séjour ;
- la gestion d'équipements touristiques majeurs[6].

### Gestion d'équipements touristiques majeurs
En 2021, le syndicat mixte gère, sous divers statuts, huit sites dont sept dépendent de la régie d'exploitation Baie de Somme :
- le Golf de Belle Dune ;
- l'Aquaclub de Belle Dune ;
- les Jardins de Valloires ;
- le Parc du Marquenterre ;
- l'Hôtel*** et Restaurant du Cap Hornu ;
- la Maison de la baie de Somme ;
- le Musée Picarvie;
- le chalet du gué de Blanquetaque, maison RAMSAR[réf. nécessaire] ;

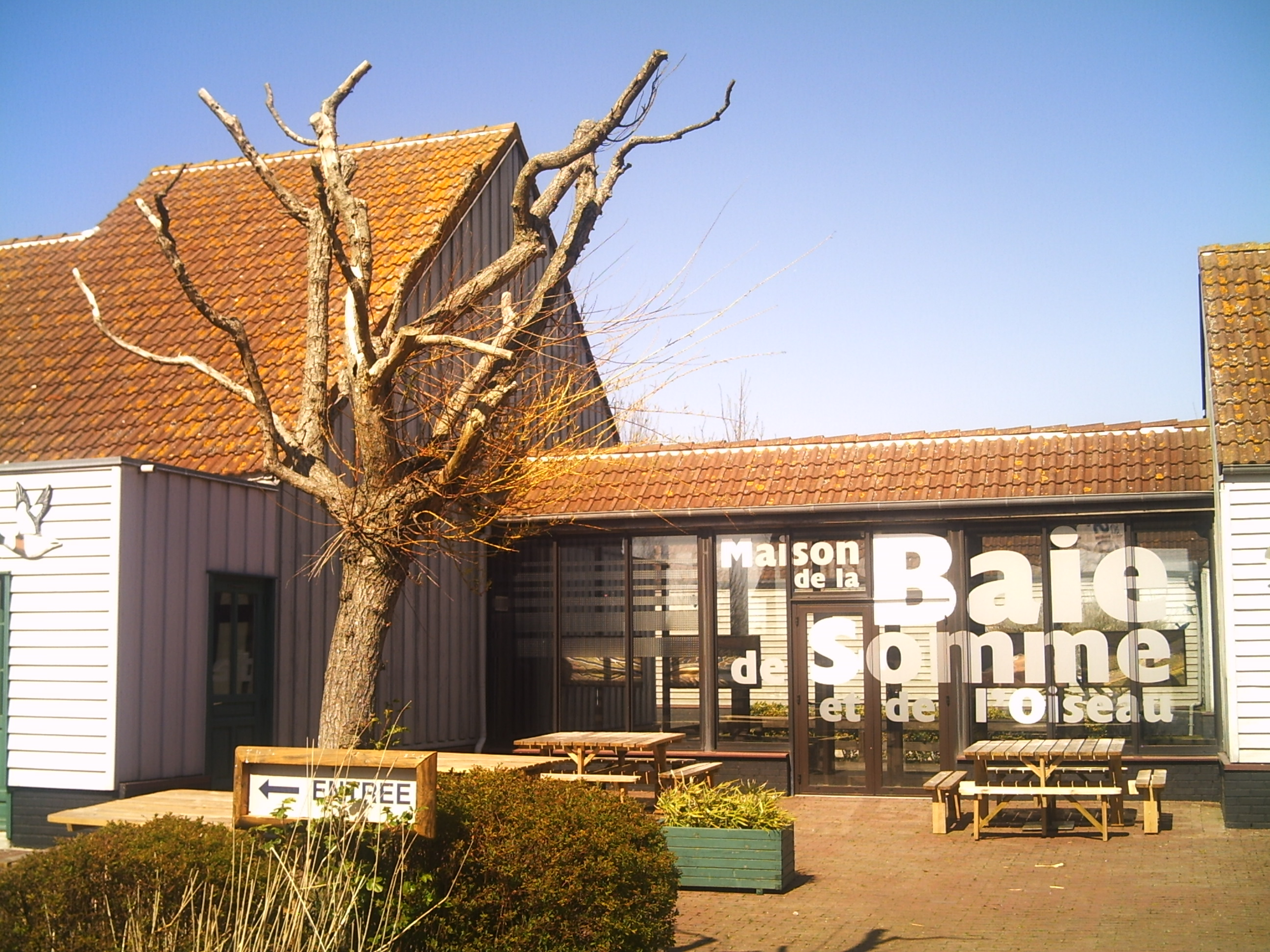
Maison de l'Oiseau à Lanchères.
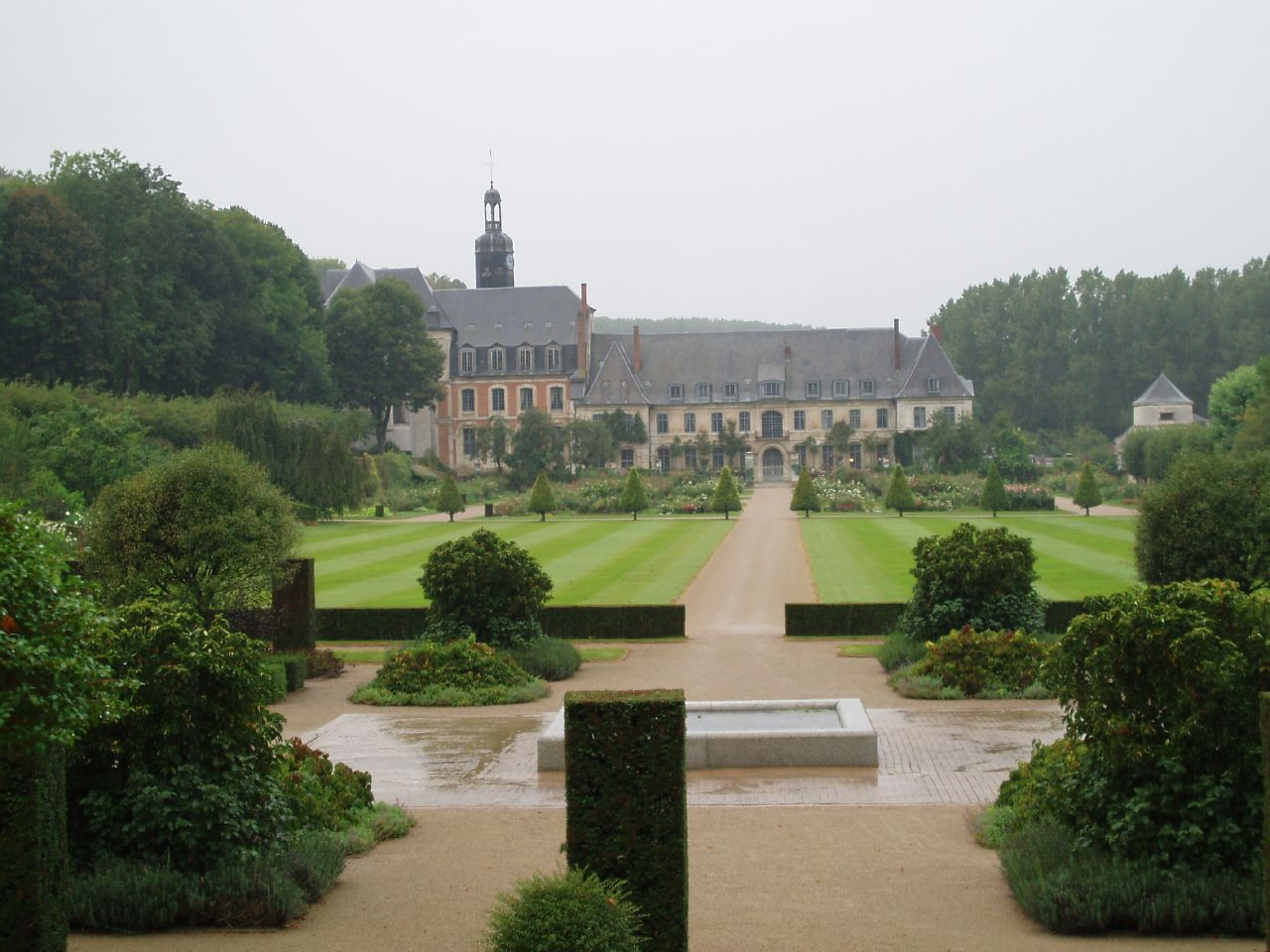
Jardins de Valloires à Argoules.
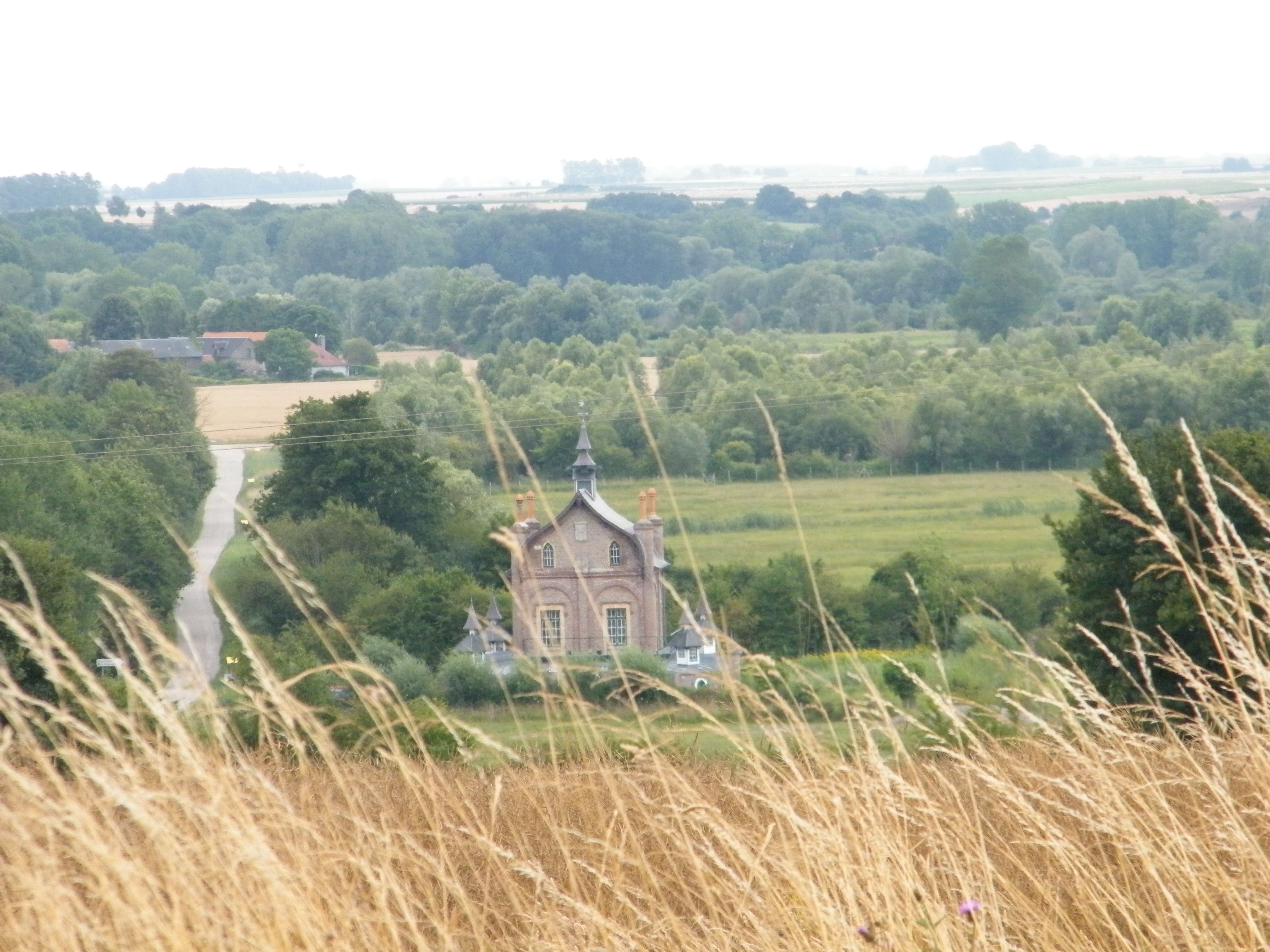
Chalet de Blanquetaque à Port-le-Grand.
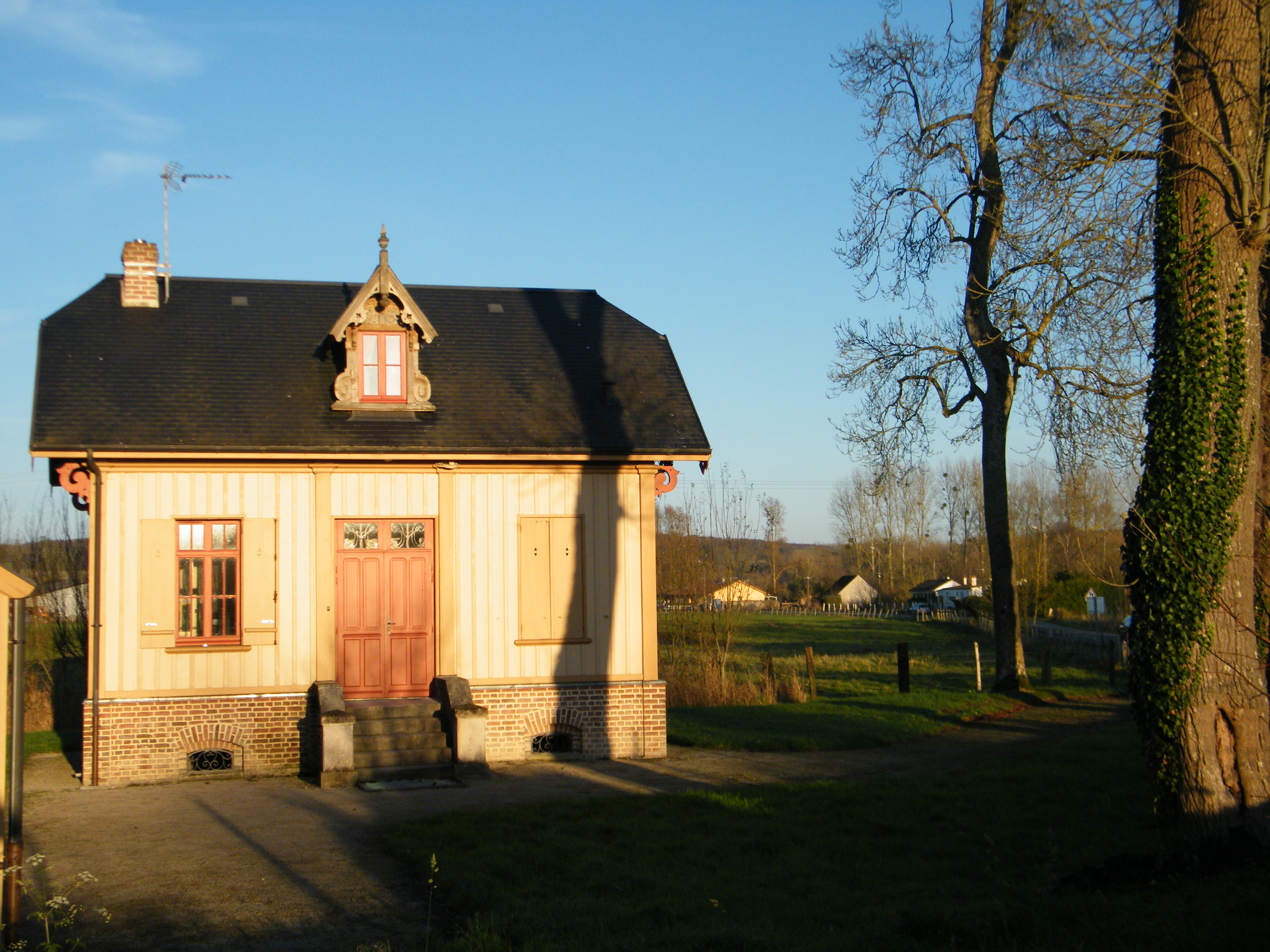
Maison pontonnière à Saigneville.
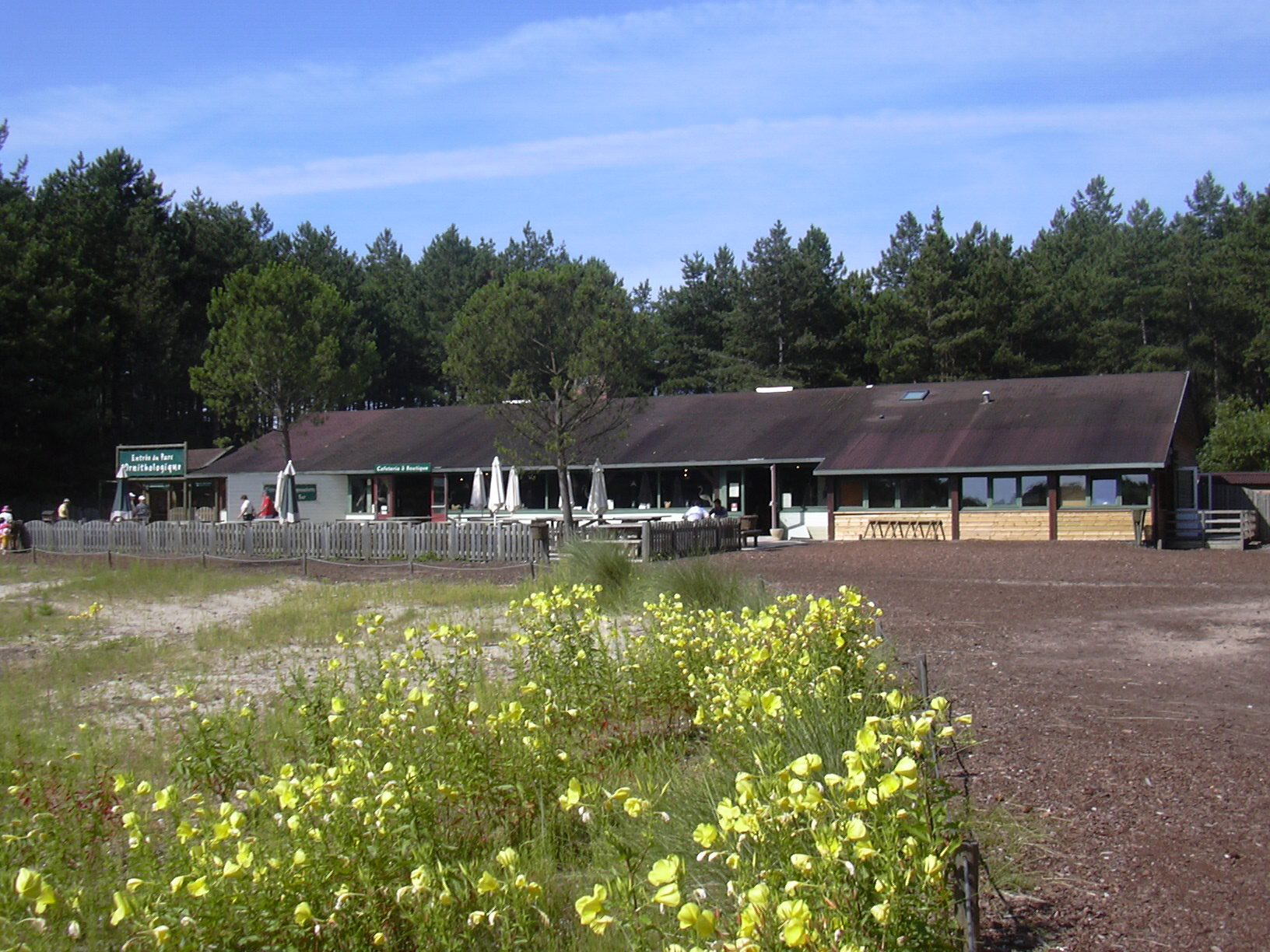
Parc du Marquenterre à Saint-Quentin-en-Tourmont.
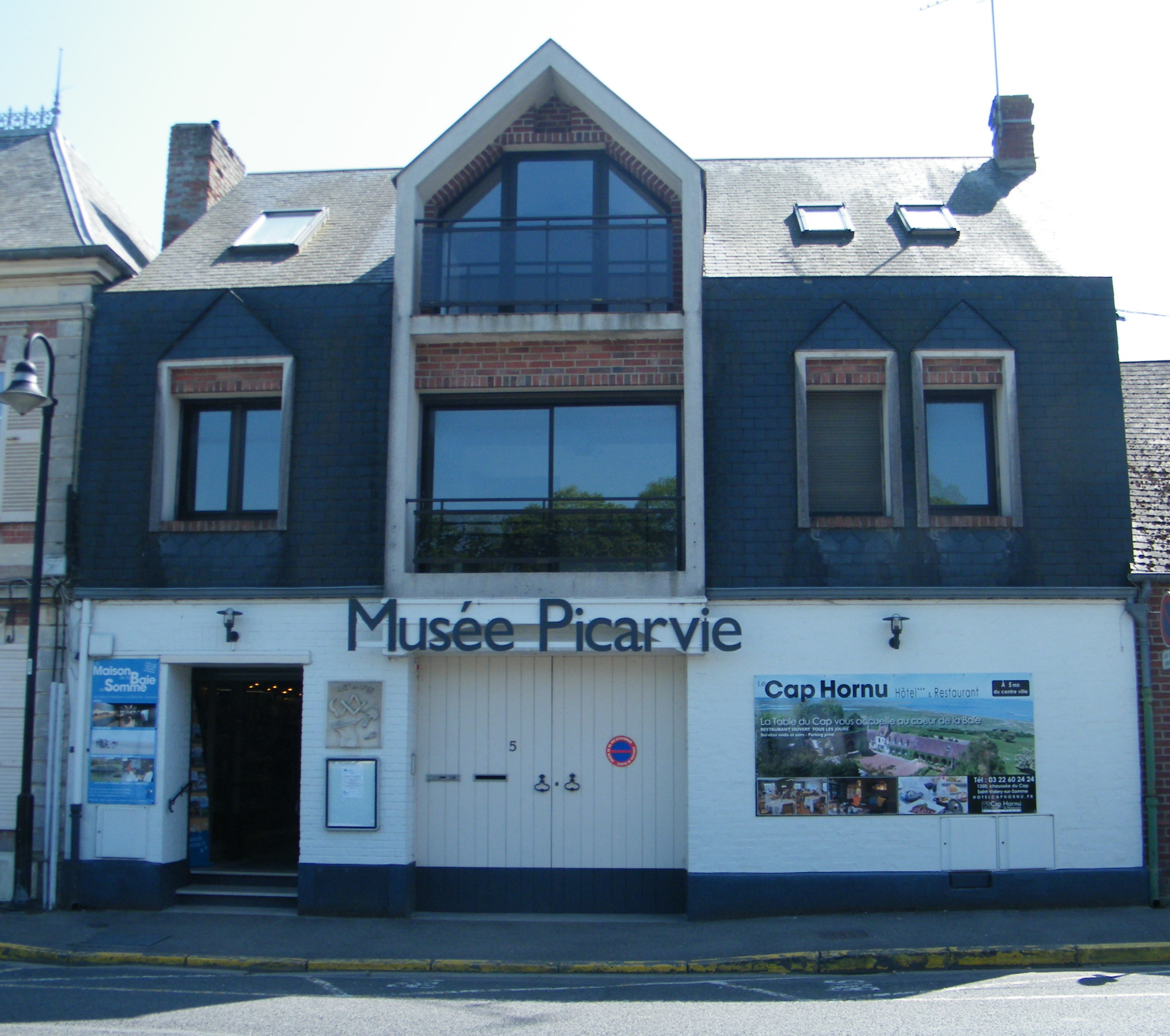
Musée Picarvie à Saint-Valery.

## Les adhérents
Il regroupe 18 communes qui sont, par ordre alphabétique : Ault, Boismont, Cayeux-sur-Mer, Estrébœuf, Favières, Fort-Mahon-Plage, Lanchères, Le Crotoy, Mers-les-Bains, Noyelles-sur-Mer, Pendé, Ponthoile, Quend, Saigneville, Saint-Quentin-en-Tourmont, Saint-Quentin-la-Motte-Croix-au-Bailly, Saint-Valery-sur-Somme et Woignarue.

## Les instances
Le comité syndical est formé d'un président et de quatre vice-présidents, pour un total de huit membres du bureau. Dix représentants titulaires complètent le comité.

### Présidents
| Période | Période | Identité                  | Étiquette       | Qualité |
| ------- | ------- | ------------------------- | --------------- | --- |
| 1974    | 1982    | Max Lejeune               | UDF-MDS         | Maire d'Abbeville (1947-1989) Député (1936-1942 / 1945-1977) puis sénateur de la Somme (1977-1995) Conseiller général, président du conseil général de la Somme (1945-1988) Président du conseil régional de Picardie (1978-1979)            |
| 1982    | 1997    | André Leduc               | UDF-PSD puis FD | Adjoint au maire d'Abbeville (1977-1989) Conseiller général (1970-1998) Conseiller régional (1986-1992) |
| 1997    | 2008    | Jérôme Bignon             | RPR puis UMP    | Maire de Bermesnil (1980-2001) Conseiller général (1980-2014) Député (1993-1997 / 2002-2012) |
| 2008    | 2009    | Philippe Arcillon         | PS              | Adjoint au maire de Feuquières-en-Vimeu (2001-2009) Conseiller général (1998-2009) Décédé le 7 juillet 2009 |
| 2009    | 2015    | Jean-Claude Buisine       | PS              | Maire de Hautvillers-Ouville (1995-2020) Conseiller général (2008-2015) Député (2012-2017) |
| 2015    | 2017    | Emmanuel Maquet           | LR              | Maire de Mers-les-Bains (2001-2017) Conseiller général puis départemental (2004-2017) Député (2017-2024) |
| 2017    | 2025    | Stéphane Haussoulier      | DVD             | Maire de Saint-Valery-sur-Somme (2001-2020) Conseiller départemental (depuis 2015) Président du conseil départemental (2020-2024) |
| 2025    |         | Sabrina Holleville-Milhat | DVD             | Conseillère départementale d'Abbeville-2 (depuis 2015) Vice-présidente du Conseil départemental de la Somme (2015-2024) Présidente de la Communauté de communes du Vimeu vert (2014-2017) Conseillère municipale d’Huchenneville (2014-2020) |

### Gouvernance
- Le comité de pilotage se réunit une fois par an pour informer les partenaires sur l’état d’avancement des actions du Grand Site.
- Le comité technique, réunion deux fois par an pour échanger, suivre et évaluer les actions afin d’assurer leur cohérence avec les autres démarches territoriales.
- Le comité de suivi, en réunion trois fois par an de façon à échanger, suivre l’évolution des opérations et apporter un accompagnement technique, financier et réglementaire.
- Les groupes de travail sont destinés à mettre en place une dynamique et un travail collectif sur diverses thématiques : amélioration du cadre de vie des habitants, accueil des visiteurs, communication et valorisation du territoire, signalétique, accessibilité[1].

## Historique
Le SMACOPI (Syndicat mixte pour l'aménagement de la côte picarde) a été créé en 1974 pour développer et préserver la baie de Somme.
Dès 1983, par convention, le syndicat prend la gestion des territoires acquis par le Conservatoire de l'Espace Littoral et des Rivages Lacustres.
Un changement du statut juridique intervient en 2006 : le SMACOPI devient le « syndicat mixte Baie de Somme - Grand Littoral Picard ».
En 2009, le conseil général de la Somme étend les compétences du syndicat mixte à l'ensemble du département.

## Publications
Le magazine Baie de Somme met en lumière le patrimoine local et les actions entreprises pour sa mise en valeur.